# Constant Rijkenberg
Constant Rijkenberg (1990) is een Nederlandse pokerspeler. Hij won onder meer het toernooi van San Remo op de EPT-toernooi 2009, waarbij hij op het laatst Kalle Niemi versloeg. Deze prestatie leverde hem € 1.508.000,- op, tot dan toe het grootste bedrag door een Nederlander verdiend in een officieel toernooi. Tien dagen later werd dat record gebroken door Pieter de Korver, die op het EPT-toernooi van Monte Carlo € 2.300.000,- verdiende.